# Трулль, Рудольф Эрнстович
Рудольф Эрнстович Трулль (нем. Rudolph Ernst Heinrich Trull; 13 января 1825, Рига, Лифляндская губерния, Российская империя — 21 ноября 1883, Житомир, Волынская губерния, Российская империя) — российский преподаватель, коллежский советник.

## Биография
Родился в Риге в семье немецкого аптекаря Эрнста Фридриха Трулля и Шарлотты Амалии Шмидт. Окончил физико-математический факультет Императорского университета Святого Владимира и 5 июля 1850 году получил степень действительного студента.
9 марта 1852 года назначен хранителем минералогического кабинета Императорского университета Святого Владимира и работает на этой должности в 1852—1857 учебных годах в чине губернского секретаря, в 1857—1860 учебных годах в чине коллежского секретаря, в 1860— 1864 учебных годах в чине титулярного советника.
В 1865—1868 учебных годах работает штатным смотрителем Златопольского уездного дворянского училища. 24 июля 1868 года назначается инспектором мужской прогимназии, в которую превращено училище, и работает здесь в 1868—1873 учебных годах в чине надворного советника, а в 1873—1876 учебных годах в чине коллежского советника. Одновременно работает и начальником местной женской прогимназии.

## Личная жизнь
25 апреля 1864 года в Киеве Рудольф женился на Марии Луизе Томас (род. 1842, Рига), дочери швейцарца из Во Франсуа Томаса.

## Награды
- Медаль «В память войны 1853—1856»
- Кавалер ордена Святого Станислава 2 степени с императорской короной (28 декабря 1873)[6]